# Leucocyphoniscus verruciger
Leucocyphoniscus verruciger is een pissebed uit de familie Trichoniscidae. De wetenschappelijke naam van de soort is voor het eerst geldig gepubliceerd in 1900 door Verhoeff.